# فيليب هاميلتون (شاعر)
فيليب هاميلتون (بالإنجليزية: Philip Hamilton)‏ هو طالب وشاعر أمريكي، ولد في 22 يناير 1782 في ألباني في الولايات المتحدة، وتوفي في 24 نوفمبر 1801 في Weehawken, New Jersey ‏ في الولايات المتحدة.